# زوئی پالمر
زوئی پالمر (انگلیسی: Zoie Palmer) بازیگر بریتانیایی‌تبار اهل کانادا است. او از دانشگاه یورک مدرک کارشناسی هنرهای زیبا گرفت.
از فیلم‌ها یا برنامه‌های تلویزیونی که وی در آن نقش داشته است، می‌توان به موهبت الهی، ماجراهای مرداک، ماده تاریک و دختر گمشده اشاره کرد. زوئی همجنسگرا است.